# Berthold Stein
Berthold Stein (1847 - 1899), foi um botânico alemão.
Trabalhou com líquens e plantas da família Orchidaceae, sobre as quais publicou alguns trabalhos, entre os quais, o mais amplo tratava do gênero Paphiopedilum.